# Robert Sandager
Robert Keith „Sandy” Sandager (ur. 24 grudnia 1914 w Lisbon, zm. 25 marca 2010 w Minneapolis) – amerykański strzelec, olimpijczyk, medalista mistrzostw świata i igrzysk panamerykańskich.

## Życiorys
Strzelectwo zaczął uprawiać w dzieciństwie. Podjął studia na Uniwersytecie Minnesoty, gdzie był kapitanem uniwersyteckiej drużyny w strzelaniu karabinowym. Na tej uczelni w 1937 roku uzyskał Bachelor of Science z zarządzania biznesem. Podczas II wojny światowej był kapitanem w batalionie artylerii przeciwlotniczej w 30 Dywizji Piechoty US Army. Za prowadzenie obrony blokady drogowej we Francji i schwytanie ponad 100 żołnierzy armii nieprzyjaciela został odznaczony Brązową Gwiazdą. Przez 39 lat był inspektorem kredytowym w First National Bank of Minneapolis, aż do przejścia na emeryturę w 1979 roku.
Uczestnik Letnich Igrzysk Olimpijskich 1952, podczas których wystartował wyłącznie w karabinie dowolnym w trzech postawach z 300 m. Zajął 6. miejsce, będąc najlepszym amerykańskim strzelcem w tej konkurencji. W 1949 roku został drużynowym wicemistrzem świata w karabinie małokalibrowym leżąc z 50 i 100 m (skład zespołu: Arthur Cook, Arthur Jackson, Robert Sandager, Emmett Swanson, August Westergaard). Sandager ma w dorobku także 2 medale na Igrzyskach Panamerykańskich 1955. Za osiągnięcia w strzelectwie został wyróżniony odznaką wybitnego strzelca międzynarodowego (U.S. Distinguished International Shooter Badge).
Pod koniec II wojny światowej stacjonował na zamku Friedensburg w Niemczech, gdzie poznał 20-letnią Austriaczkę Brigitte Hedbawny. Pozostawał z nią w korespondencji listownej do 1969 roku, po czym pobrali się, gdy Hedbawny przeprowadziła się do Rumunii.

## Wyniki

### Igrzyska olimpijskie
| Igrzyska      | Konkurencja                          | Wynik                   | Miejsce | Źródło |
| ------------- | ------------------------------------ | ----------------------- | ------- | ------ |
| Helsinki 1952 | Karabin dowolny, trzy postawy, 300 m | 1104 pkt. (384–371–349) | 6       | [ 1 ]  |

### Medale mistrzostw świata
Opracowano na podstawie materiałów źródłowych:
| Mistrzostwa       | Konkurencja                                        | Wynik                             | Miejsce |
| ----------------- | -------------------------------------------------- | --------------------------------- | ------- |
| Buenos Aires 1949 | Karabin małokalibrowy leżąc, 50 i 100 m, drużynowo | 2950 pkt. (druż.) 589 pkt. (ind.) |         |

### Medale igrzysk panamerykańskich
Opracowano na podstawie materiałów źródłowych:
| Igrzyska    | Konkurencja                                         | Wynik                              | Miejsce |
| ----------- | --------------------------------------------------- | ---------------------------------- | ------- |
| Meksyk 1955 | Karabin dowolny, trzy postawy, 300 m, drużynowo     | 5422 pkt. (druż.) 1077 pkt. (ind.) |         |
| Meksyk 1955 | Karabin standardowy, trzy postawy, 300 m, drużynowo | 427 pkt. (ind.)                    |         |